# Carl Oscar Hiljding
Carl Oscar OSSIAN Hiljding, född 18 januari 1877 i Landskrona, död 13 mars 1957, utredare inom sjöfart, författare av navigations- och sjöfartslitteratur samt sjörätt, bokförläggare och kapten i Kungl. Flottans reserv. 
Efter skolgång vid Hälsingborgs högre allmänna läroverk tjänstgjorde han till sjöss på norska, tyska och brittiska handelsfartyg i omkring sju år. Han avlade därefter styrmans- och sjökaptensexamen vid Stockholms navigationsskola 1899. Han var sjömanshusombudsman vid Stockholms sjömanshus. 
Han drev bokförlag och var delägare i bokförlaget Nautiska Förlaget AB (nu under Norstedts förlagsgrupp), som främst utger nautisk litteratur och handböcker. 
Han har biträtt som sakkunnig vid sjöfartsutredningen rörande sjömansyrket i Sverige och gjort jämförelser med Norge, Danmark, Tyskland och England.
Carl Oscar OSSIAN Hiljding är begravd på Solna kyrkogård.